# The Showdown Effect
The Showdown Effect – komputerowa gra akcji przeznaczona do rozgrywki wieloosobowej, wydana w 2013 roku przez Paradox Interactive. The Showdown Effect osadzony jest w dwuipółwymiarowym świecie inspirowanym filmami exploitation z lat 80. i 90. XX wieku.
The Showdown Effect został wyprodukowany przez szwedzkie studio Arrowhead Game Studios; funkcję reżysera przy grze objął Johan Pilestedt. Inspirację dla twórcy stanowiły dzieła Super Smash Bros. z 1999 roku oraz GoldenEye 007 z 1997 roku. Koncepcje projektu były wielokrotnie zmieniane; ostatecznie skonstruowana została gra akcji z elementami platformowymi, przeznaczona dla komputerów osobistych. Po wydaniu The Showdown Effect spotkał się z przeciętnym odbiorem ze strony krytyków; niektórzy z nich oceniali grę jako niedorobioną i niewymagającą.